# Pseudosasa
Pseudosasa er en slægt med 2 arter, der er udbredt i Kina, Korea og Japan. Det er flerårige, buskagtige græsser med en tæt og fladedækkende vækst. Jordstænglerne er skællede. De overjordiske skud er oprette til overhængende med furede internodier. Knæene er kun ganske lidt hævede. Sideskuddene sidder 1-3 sammen ved hvert knæ. De er kraftige og oprette med bladskeder, der er lukkede i begyndelsen. Bladene er oprette eller tilbagebøjede og smalt trekantede eller båndformede. Blomsterne er samlet i åbne toppe eller klaser, der er sammensat ef 3-30 småaks. Blomsterne er reducerede og 3-tallige. Frugterne er nødder.
| Den beskrevne art |

- Japansk Bambus (Pseudosasa japonica)

| Den anden art |

- Pseudosasa amabilis